# Medienfreiheit
Medienfreiheit bezeichnet in der Schweiz das in der Bundesverfassung (BV) gewährleistete Grundrecht, wonach „die Freiheit von Presse, Radio und Fernsehen sowie anderen Formen der öffentlichen fernmeldetechnischen Verbreitungen von Darbietungen und Informationen gewährleistet ist“ (Art. 17 Abs. 1 BV). Art. 17 Abs. 3 BV schliesst in die Medienfreiheit explizit das Redaktionsgeheimnis ein, welches Medienschaffende davor schützt, ihre Quellen nennen zu müssen.
Das deutsche Grundgesetz spricht von Rundfunk- und Pressefreiheit anstelle von einheitlicher Medienfreiheit.